# تلولا (فیلم)
تلولا (به انگلیسی: Tallulah) یک فیلم درام رمانتیک آمریکایی به نویسندگی و کارگردانی سیان هدر است. از بازیگران آن می‌توان به الن پیج، آلیسون جانی، تامی بلانچارد و دیوید زایاس اشاره کرد. نخستین نمایش فیلم تلولا در ۲۳ ژانویه ۲۰۱۶ و در طی جشنواره فیلم ساندنس بود و سپس در ۲۹ ژوئیه ۲۰۱۶ در ایالات متحده اکران شد.